# Alanna Kraus
Alanna Kraus (* 30. Juni 1977 in Abbotsford) ist eine ehemalige kanadische Shorttrackerin. Sie gewann zwei Medaillen bei Olympischen Spielen und zahlreiche Medaillen bei Weltmeisterschaften, darunter auch ein Weltmeistertitel.
Kraus kam mit vier Jahren zum Eisschnelllaufen und Shorttrack. Im Jahr 1998 wurde sie ins Nationalteam aufgenommen und trainierte unter Jonathon Cavar am Leistungszentrum in Calgary. Im November 1999 debütierte sie im Weltcup. Schon bei ihrem zweiten Weltcup erreichte sie über 500 m und 1000 m erstmals das Halbfinale. Bei der Weltmeisterschaft 2000 in Sheffield errang Kraus mit der Staffel die Bronzemedaille. In der folgenden Saison konnte sie bei der Teamweltmeisterschaft in Minamiaiki ebenfalls Bronze gewinnen. Im Weltcup errang sie über 500 m und in der Staffel ihre ersten Podestplätze.
In der Saison 2001/02 gewann Kraus mit der Staffel ihr erstes Weltcuprennen. Bei der Weltmeisterschaft in Montreal und Teamweltmeisterschaft in Milwaukee gewann sie erneut jeweils eine Bronzemedaille. Sie qualifizierte sich für die Olympischen Spiele 2002 in Salt Lake City. Dort erreichte sie über 500 m Rang sechs, über 1000 m Rang acht und über 1500 m Rang fünf. In der Staffel gewann sie die Bronzemedaille.
Die Weltcup-Saison 2002/03 wurde Kraus’ erfolgreichste. Sie erreichte insgesamt sechs Podestplätze, darunter einen Sieg mit der Staffel und einen zweiten Platz über 500 m. Im Gesamtweltcup wurde sie Sechste, im Disziplinweltcup über 1000 m Zweite und über 500 m Dritte. Mit dem Gewinn der Silbermedaille in der Staffel schloss sie die Saison auch bei der Weltmeisterschaft in Warschau erfolgreich ab. Ihre einzige internationale Medaille in einem Einzelrennen gewann Kraus bei der Weltmeisterschaft 2004 in Göteborg. Sie wurde Dritte über 1500 m. Bei der Teamweltmeisterschaft 2004 in Sankt Petersburg wurde sie zudem im Finale Vierte. Erneut ein Jahr später errang sie bei der Weltmeisterschaft in Peking ihren einzigen Weltmeistertitel. Sie gewann den Titel in der Staffel. Auch bei der Teamweltmeisterschaft in Chuncheon war sie mit dem Gewinn der Bronzemedaille erfolgreich.
Die olympische Saison 2005/06 lief für Kraus noch einmal erfolgreich. Im Weltcup holte sie in der Staffel drei Podestplätze. Ebenfalls in der Staffel gewann sie bei der Weltmeisterschaft in Minneapolis Silber, bei der Teamweltmeisterschaft in Montreal errang sie mit ihren Teamkolleginnen Bronze. Sie startete bei den Olympischen Spielen in Turin und gewann auch bei ihrer zweiten Teilnahme eine Medaille in der Staffel, diesmal Silber. Über 500 m wurde sie zudem Neunte. Verletzungsbedingt verpasste sie die gesamte folgende Saison und konnte sich anschließend innerhalb des kanadischen Teams nicht mehr für Weltcuprennen und internationale Meisterschaften qualifizieren. Im Jahr 2008 beendete sie ihre aktive Karriere.